# Skaldowie
Скальды (пол. „Skaldowie“) — польская фолк-рок-группа, образованная в 1965 году в Кракове братьями Анджеем и Яцеком Зелиньскими, Зигмунтом Качмарским, Янушем Качмарским, Феликсом Наглицким и Ежи Тарсиньским.

## История группы
Группа дебютировала в октябре 1965 года на краковском конкурсе с песней „Moja czarownica“ на слова польского поэта, актера и художника Веслава Дымного. С этого времени началась серия успехов для группы. Они выиграли состязания в Польше (в Ополе, Гданьске) и участвовали в записи музыки к  двум фильмам.
В 1967 они выпустили свой первый альбом. В том же году они появились на ТВ, и окончательно стабилизировался состав: Анджей Зелиньский (Andrzej Zieliński, орган, фортепиано, вокал), его младший брат Яцек Зелиньский (Jacek Zieliński, вокал, труба, скрипка), Ян Будзяшек (Jan Budziaszek, ударные), Ежи Тарсиньский (Jerzy Tarsiński, гитара) и Конрад Ратыньский (Konrad Ratyński, бас-гитара, вокал). Следующий год группа начала с участия в фильме, и в марте они записали свой второй альбом, «Wszystko mi mówi, że mnie ktoś pokochał». Затем они отправились в своё первое турне за пределы Польши — в СССР.
В 1969 «Скальды» выпустили альбом «Cała jesteś w skowronkach». Почти все песни c этого альбома стали хитами. В августе и сентябре того же года «Скальды» гастролировали в США и Канаде. В январе 1970 они начали запись альбома «Od wschodu do zachodu słońca», тремя месяцами позже — записали свой следующий альбом «Ty». В 1971 и 1972 группа гастролировала в Великобритании и в обеих частях Германии (они были также в Мюнхене во время 20-х Летних Олимпийских игр), затем записали следующие два альбома: «Wszystkim zakochanym» и «Krywań, Krywań».
В почти 18-минутной сюите «Krywaniu, Krywaniu» они смешали все свои текущие вдохновения: от польской народной музыки к формам, взятым из классической музыки, и даже прямых цитат из произведений Баха, Вебера, Мусоргского, Бородина и Россини, а также цитат из Deep Purple.
В 1976 ансамбль записал альбомы «Szanujmy wspomnienia» и «Stworzenia świata część druga».
Следующими альбомами группы были «Rezerwat miłości» (1979) и «Droga ludzi» (1980). Последний записан по случаю Олимпийских игр в Москве перед турне по СССР.
В конце 1980 года, когда «Скальды» отправились в турне по США, в Польше ввели военное положение. Анджей Зелиньский остался в США, а остальные участники группы возвратились на родину. Вскоре после этого группа распалась.
В 1987 Яцек Зелиньский возродил группу, хотя и без Анджея и Яна Будзяшека, и в 1989 они выпустили «Nie domykajmy drzwi». Однако в 2004 они снова гастролировали в классическом составе, и в мае 2006 выпустили новый альбом «Harmonia świata».

## Дискография
- Skaldowie («Скальды», 1967)
- Wszystko mi mówi, że mnie ktoś pokochał («Всё говорит о том, что меня кто-то полюбил», 1968)
- Cała jesteś w skowronkach («Ты вся в жаворонках», 1969)
- Od wschodu do zachodu słońca («От восхода до захода солнца», 1970)
- Ty («Ты», 1971)
- Skaldowie Kraków: Die Skalden (на немецком языке, 1971)
- «Скальды» (СССР, фирма «Мелодия», Д 00033465-6 и  ГД 0003129-30, 1972) — монофонический миньон с четырьмя песнями на жесткой и гибкой пластинке[2][3].
- Wszystkim zakochanym («Всем влюбленным», 1973)
- Krywań, Krywań («Крывань, Крывань», 1973)
- «Скальды» (СССР, фирма «Мелодия», СМ 03823-24, 1973). Сборный диск-гигант включает как ранние песни группы, так и композицию «Krywaniu, Krywaniu» из последнего на тот момент альбома. Первые две песни содержали куплеты на русском языке («Размышления сельского почтальона» и «Прелестная виолончелистка»). Пластинка выпускалась в двух вариантах оформления.[4][5]
- Szanujmy wspomnienia («Отдадим честь воспоминаниям», 1977)
- Stworzenia świata część druga («Сотворение мира, часть вторая», 1977)
- Rezerwat miłości («Заповедник любви», 1979)
- Droga ludzi («Дорога людей», 1980)
- Nie domykajmy drzwi («Не закрываем дверь», 1989)
- Moje Betlejem («Мой Вифлеем», 1998)
- Harmonia świata («Гармония мира», 2006)